# Hvergelmir
En la mitología nórdica Hvergelmir (del nórdico antiguo: La caldera hirviente) es una fuente de aguas heladas en Niflheim. Todos los ríos helados vienen de allí, y es la fuente de los once ríos, Élivágar. Más arriba de la fuente, el dragón Níðhöggr roe una de las raíces del fresno del mundo, el Yggdrasil.